# Aisling Walsh

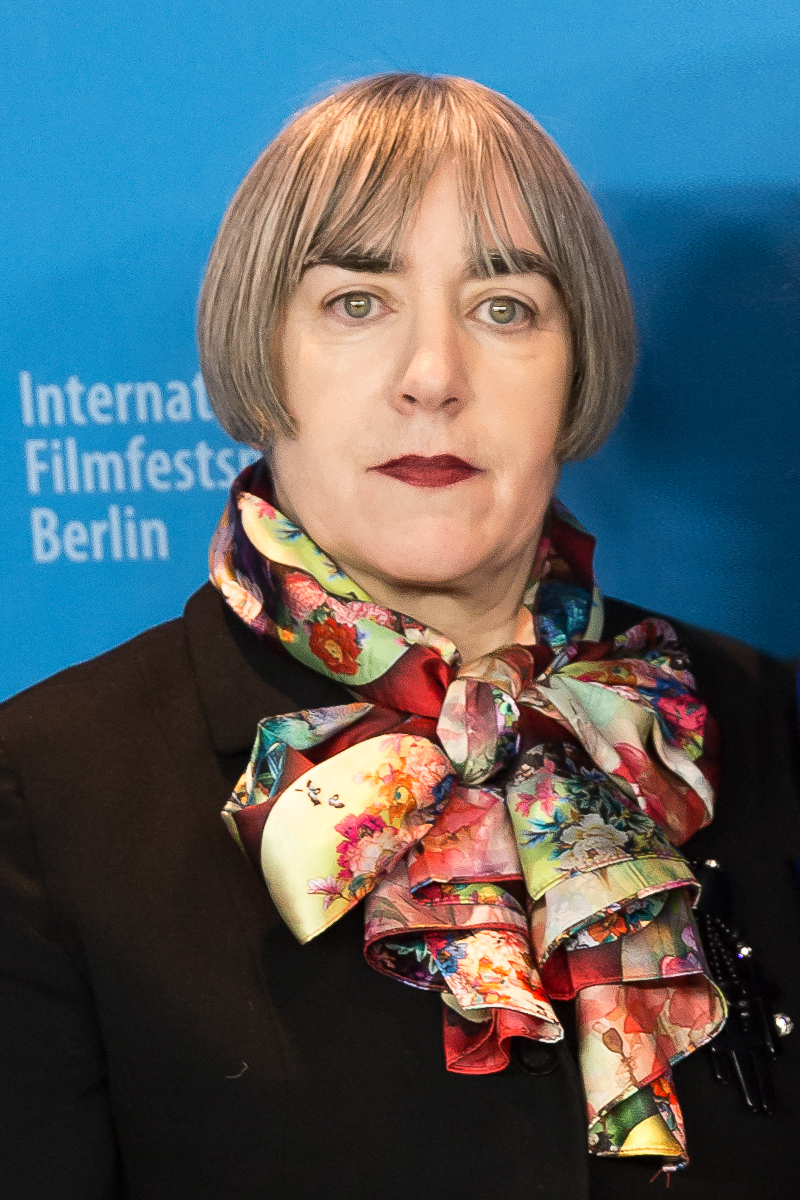
Aisling Walsh bei der Berlinale 2017

Aisling Walsh (* September 1958 in Dublin) ist eine irische Filmregisseurin.

## Leben
Aisling Walsh ist Absolventin der National Film and Television School im britischen Beaconsfield und des Dún Laoghaire Institute of Art in Dún Laoghaire bei Dublin. Für ihre TV-Filme und -Serien erhielt sie als Produzentin und Regisseurin über 25 internationale Preise.
Ihr Film Song for a Raggy Boy wurde beim Copenhagen International Film Festival als bester Film ausgezeichnet. 2017 war sie mit ihrem Film Maudie mit Sally Hawkins in der Hauptrolle bei der Berlinale 2017 in der Sektion „Berlinale Special Gala“ vertreten.
2018 wurde sie in die Academy of Motion Picture Arts and Sciences berufen, die jährlich die Oscars vergibt.

## Filmografie (Auswahl)
- 1988: Joyriders
- 2002: Sinners (Fernsehfilm)
- 2003: Song for a Raggy Boy
- 2004: Europäische Visionen (Visions of Europe); Regie des Segments „Invisible State“
- 2007: Damage (Fernsehfilm)
- 2008: The Daisy Chain
- 2010: Kommissar Wallander: Die fünfte Frau (Fernsehfilm)
- 2012: Loving Miss Hatto (Fernsehfilm)
- 2014: A Poet in New York (Fernsehfilm)
- 2015: An Inspector Calls (Fernsehfilm)
- 2016: Maudie
- 2025: Miss Austen (Miniserie)